# Авансон (Ардени)
Авансон (фр. Avançon) насеље је и општина у североисточној Француској у региону Шампањ-Арден, у департману Ардени која припада префектури Ретел.
По подацима из 2011. године у општини је живело 318 становника, а густина насељености је износила 15,15 становника/km². Општина се простире на површини од 20,99 km². Налази се на средњој надморској висини од 95 метара.

## Демографија
| 1962. | 1968. | 1975. | 1982. | 1990. | 1999. | 2011. |
| ----- | ----- | ----- | ----- | ----- | ----- | ----- |
| 233   | 262   | 258   | 270   | 322   | 300   | 318   |

График промене броја становника у току последњих година